# Motherwell FC
Motherwell F.C. este un club de fotbal din Motherwell, Scoția fondat în anul 1886, care evoluează în Scottish Premier League.